# Dasychira leucophaea
Dasychira leucophaea är en fjärilsart som beskrevs av Abb. och James Edward Smith 1797. Dasychira leucophaea ingår i släktet Dasychira och familjen tofsspinnare. Inga underarter finns listade i Catalogue of Life.